# Eriotheca saxicola
Eriotheca saxicola är en malvaväxtart som beskrevs av Carv.-sobr.. Eriotheca saxicola ingår i släktet Eriotheca och familjen malvaväxter. Inga underarter finns listade i Catalogue of Life.